# Ильбесхайм (Доннерсберг)
Ильбесхайм (нем. Ilbesheim) — община в Германии, в земле Рейнланд-Пфальц.
Входит в состав района Доннерсберг. Подчиняется управлению Кирхгаймболанден. Население составляет 537 человек (на 31 декабря 2010 года). Занимает площадь 6,13 км².